# Северный (Тверская область)
Северный — поселок в Краснохолмском муниципальном округе Тверской области.

## География
Находится в северо-восточной части Тверской области на расстоянии приблизительно 13 км на юг по прямой от города Красный Холм, прилегая с юга к деревне Дор.

## История
На карте 1981 года поселок еще не был отделен от деревни Дор. До 2013 года входил в состав Большерагозинского сельского поселения до его упразднения, с 2013 по 2020 год в состав также ныне упразднённого Барбинского сельского поселения.

## Население
Численность населения: 2 человека (русские 100 %) в 2002 году, 1 в 2010.